# Anna Paola Desirée Facchinei Rolando
Anna Paola Desire Facchinei Rolando, más conocida como Desireé Rolando (Caracas, 26 de julio de 1956), es una reina de belleza ganadora del Miss Venezuela 1973.
Viajó al Miss Universo 1973, celebrado en el Odeón de Herodes Ático en Atenas (Grecia), representando a Venezuela, donde no figuró en el concurso ganado por Margarita Morán de Filipinas.